# Kanton Hédé-Bazouges
Der Kanton Hédé-Bazouges (bretonisch Kanton Hazhoù-Bazeleg) war bis 2015 ein französischer Wahlkreis im Arrondissement Rennes, im Département Ille-et-Vilaine und in der Region Bretagne; sein Hauptort war Hédé.

## Gemeinden
Der Kanton Hédé umfasste neun Gemeinden:
| Gemeinde      | Bretonisch     | Einwohner | Fläche in km² | Code postal | Code Insee |
| ------------- | -------------- | --------- | ------------- | ----------- | ---------- |
| Dingé         | Dingad         | 1327      | 52.89         | 35440       | 35094      |
| Guipel        | Gwipedel       | 1420      | 25.11         | 35440       | 35128      |
| Hédé          | Hazhoù-Bazeleg | 1822      | 22.43         | 35630       | 35130      |
| La Mézière    | Magoer         | 3121      | 16.23         | 35520       | 35177      |
| Langouet      | Langoed        | 537       | 6.99          | 35630       | 35146      |
| Lanrigan      | Lanrigan       | 108       | 3.98          | 35270       | 35148      |
| Québriac      | Kevrieg        | 1040      | 20.72         | 35190       | 35233      |
| Saint-Gondran | Sant-Gondran   | 464       | 4.40          | 35630       | 35276      |
| Vignoc        | Gwinieg        | 1091      | 14.09         | 35630       | 35356      |
| Kanton        | Hazhoù         | 10930     | 166.84        | –           | 3517       |